# Jean-Gabriel Goulinat
Jean-Gabriel Goulinat, né le 9 février 1883 à Tours et mort le 20 juillet 1972 en son domicile dans le 6e arrondissement de Paris, est un peintre français. 

## Biographie
Il naît en 1883, à Tours. Il trouve sa vocation de peintre à Grateloup, près de Tonneins (47) dont son père est originaire. 
D'abord élève d'Alexandre Ripault à l'École des Beaux-Arts de Tours, Jean-Gabriel Goulinat est admis dans l'atelier de Fernand Cormon à l'École des Beaux-Arts de Paris en 1901 et se lie à un autre élève de Cormon, plus âgé, Octave Denis Victor Guillonnet. C'est sans doute par son intermédiaire qu'il fait la connaissance de l'occultiste et médecin Gérard Encausse, dit Papus, Guillonnet étant l'ami et l'auteur du portrait le plus connu du mage. Papus, en 1909, lui commande les dessins d'un tarot d'inspiration égyptienne pour son ouvrage Le Tarot divinatoire. Le tarot créé par Goulinat, quoique dit Tarot de Papus, a été édité en janvier 1981 par le cartier Jean-Claude Dusserre.
Il enseigne à l’école de dessin de la rue de Seine à Paris. Devenu, parallèlement à sa carrière de peintre, restaurateur de tableaux, il sera le directeur de l’atelier de restauration des peintures des musées nationaux au musée du Louvre. En 1943, il restaure Le jugement dernier, fresque de la cathédrale St Cécile d’Albi, et, en 1956, répare La Joconde, dégradée par une pierre jetée par un vandale au Louvre.
Goulinat est président de la Société des artistes français de 1958 à 1965.
Il est l'auteur de l'ouvrage, La technique des peintres, publié en 1922, réédité en 1926 et en 2013 par Hardpress Publishing.
Jean-Gabriel Goulinat est inhumé au cimetière de Réalville après sa mort survenue à Paris, en 1972.

## Œuvres dans les collections publiques
- Dijon , musée Magnin, Portrait de Jean-Hugues-Maurice Magnin (1861-1939).
- Gray (Haute-Saône), musée Baron-Martin : Le pont et le château St-Ange, huile sur carton; 41 x 65 cm, dépôt du Fonds National d'Art Contemporain.
- Nantes, musée des beaux-arts : Vallée du Rhône (vue de Viviers), huile sur toile[8].
- Versailles, musée Lambinet : Les petites Écuries à Versailles, 1935, huile sur toile[9].
- Localisation inconnue : 
  - L'Arc de Titus et le Colisée[10] ;
  - Les Barques, anciennement à Paris au musée du Luxembourg[11] ;